# Хішам Зіуті
Хішам Зіуті (фр. Hicham Ziouti; 17 грудня 1985, Жизор) — французький боксер, призер чемпіонату Європи серед аматорів.

## Аматорська кар'єра
З 2005 по 2008 рік Хішам Зіуті займав другі місця на чемпіонатах Франції, а 2009 року вперше став чемпіоном Франції у напівлегкій вазі.
На чемпіонаті Європи 2008 завоював бронзову медаль.
- В 1/16 фіналу переміг Крейга Еванса (Уельс) — 10-5
- В 1/8 фіналу переміг Кирила Реліха (Білорусь) — 7-4
- У чвертьфіналі переміг Керема Гургена (Туреччина) — 3-1
- У півфіналі програв Василю Ломаченку (Україна) — 1-2

На чемпіонаті світу 2009 програв в першому бою.